# Carmo Tavares
Maria do Carmo Sánchez Tavares de Miranda (nascida a 27 de abril de 1974 em Lisboa) é uma atleta portuguesa de fundo com especialização nos 800 metros. Ela sagrou-se 24 vezes campeã nacional ao ar livre entre os 100 e os 800 metros e nas estafetas de 4 × 100 metros e 4 × 400 metros; obteve ainda 23 títulos nacionais de pista coberta em 60 m, 200 m, 400 m, 800 m e 4 × 400 metros. Aos 34 anos, Tavares fez a sua estreia oficial nos Jogos Olímpicos de Pequim em 2008, onde competiu nos 800 metros femininos. Ela correu contra seis outros atletas, incluindo a queniana Janeth Jepkosgei Busienei, que acabou por ganhar a medalha de prata na final. Ela terminou a corrida em sexto lugar, a mais de um segundo da italiana Elisa Cusma Piccione, com o tempo de 2:01,91. Tavares, no entanto, não conseguiu avançar para as semifinais, pois ficou em vigésimo primeiro lugar na geral, ficando bem abaixo de três vagas para a próxima rodada.